# Segunda Categoría de Morona Santiago 2019
El Campeonato Provincial de Segunda Categoría de Morona Santiago 2019 es un torneo de fútbol en Ecuador en el cual compiten equipos de la Provincia de Morona Santiago. El torneo es organizado por la Asociación de Fútbol No Amateur de Morona Santiago (AFNAMS) y avalado por la Federación Ecuatoriana de Fútbol. El torneo empezó el 11 de mayo y terminará en el mes julio de 2019. Participan 3 clubes de fútbol y se entregará 1 cupo al zonal de ascenso de la Segunda Categoría 2019 por el ascenso a la Serie B, además el campeón disputará la 1.ª fase de la Copa Ecuador 2020.

## Sistema de campeonato
El sistema determinado por la Asociación de Fútbol No Amateur de Morona Santiago fue el siguiente:
- Se jugaron en dos etapas con los 3 equipos establecidos, será un todos contra todos en partidos de ida y vuelta (6 fechas) dando un total de 12 fechas entre las dos etapas, al final del torneo; el equipo que termine en primer lugar en la tabla acumulada clasificará a los zonales de Segunda Categoría 2019 y la 1ª Fase de la Copa Ecuador 2020.

## Equipos participantes
| Equipos participantes                    | Equipos participantes | Equipos participantes          |
| ---------------------------------------- | --------------------- | ------------------------------ |
|                                          |                       |                                |
| Equipo                                   | Ciudad                | Estadio                        |
| Club Deportivo Formativo Municipal Sucúa | Sucúa                 | Estadio Eddy Coello            |
| Liga Deportiva Juvenil (Macas)           | Macas                 | Estadio Tito Marcelo Navarrete |
| Club Social y Deportivo Morona           | Macas                 | Estadio Tito Marcelo Navarrete |

## Equipos por cantón
| Cantón                                                 | N.º | Equipos                             |
| ------------------------------------------------------ | --- | ----------------------------------- |
| [[Archivo:\|20x20px\|border\|Bandera de Macas]] Morona | 2   | - L.D.J. (Macas) - Deportivo Morona |
| Sucúa                                                  | 1   | - Municipal Sucúa                   |

## Primera etapa

### Clasificación
|                                                 |    | Equipo           | PJ | PG | PE | PP | GF | GC | DG | PTS |
| ----------------------------------------------- | -- | ---------------- | -- | -- | -- | -- | -- | -- | -- | --- |
| [[Archivo:\|20x20px\|border\|Bandera de Macas]] | 1. | Deportivo Morona | 4  | 3  | 1  | 0  | 9  | 2  | +7 | 10  |
| [[Archivo:\|20x20px\|border\|Bandera de Macas]] | 2. | L.D.J. (Macas)   | 4  | 2  | 0  | 2  | 6  | 5  | +1 | 6   |
|                                                 | 3. | Municipal Sucúa  | 4  | 0  | 1  | 3  | 1  | 9  | -8 | 1   |

### Evolución de la clasificación
| Equipo / Jornada                                                 | 01 | 02 | 03 | 04 | 05 | 06 |
| ---------------------------------------------------------------- | -- | -- | -- | -- | -- | -- |
| [[Archivo:\|20x20px\|border\|Bandera de Macas]] Deportivo Morona | 2  | 1  | 1  | 1  | 1  | 1  |
| [[Archivo:\|20x20px\|border\|Bandera de Macas]] L.D.J. (Macas)   | 1  | 2  | 2  | 2  | 2  | 2  |
| Municipal Sucúa                                                  | 3  | 3  | 3  | 3  | 3  | 3  |

### Resultados
| Municipal Sucúa | 0 - 1            | L.D.J. (Macas)   | Eddy Coello      | 11 de mayo       | 16:00            |
| Libre:          | Deportivo Morona | Deportivo Morona | Deportivo Morona | Deportivo Morona | Deportivo Morona |

| L.D.J. (Macas) | 0 - 1           | Deportivo Morona | Tito Navarrete  | 19 de mayo      | 16:00           |
| Libre:         | Municipal Sucúa | Municipal Sucúa  | Municipal Sucúa | Municipal Sucúa | Municipal Sucúa |

| Deportivo Morona | 3 - 0          | Municipal Sucúa | Tito Marcelo Navarrete | 22 de mayo     | 11:00          |
| Libre:           | L.D.J. (Macas) | L.D.J. (Macas)  | L.D.J. (Macas)         | L.D.J. (Macas) | L.D.J. (Macas) |

| Municipal Sucúa | 1 - 1          | Deportivo Morona | Eddy Coello    | 25 de mayo     | 16:00          |
| Libre:          | L.D.J. (Macas) | L.D.J. (Macas)   | L.D.J. (Macas) | L.D.J. (Macas) | L.D.J. (Macas) |

| Deportivo Morona | 4 - 1           | L.D.J. (Macas)  | Tito Marcelo Navarrete | 30 de mayo      | 16:00           |
| Libre:           | Municipal Sucúa | Municipal Sucúa | Municipal Sucúa        | Municipal Sucúa | Municipal Sucúa |

| L.D.J. (Macas) | 4 - 0            | Municipal Sucúa  | Tito Marcelo Navarrete | 2 de junio       | 16:15            |
| Libre:         | Deportivo Morona | Deportivo Morona | Deportivo Morona       | Deportivo Morona | Deportivo Morona |

## Segunda etapa

### Clasificación
|                                                 |    | Equipo           | PJ | PG | PE | PP | GF | GC | DG | PTS |
| ----------------------------------------------- | -- | ---------------- | -- | -- | -- | -- | -- | -- | -- | --- |
| [[Archivo:\|20x20px\|border\|Bandera de Macas]] | 1. | Deportivo Morona | 3  | 3  | 0  | 0  | 8  | 3  | 5  | 9   |
| [[Archivo:\|20x20px\|border\|Bandera de Macas]] | 2. | L.D.J. (Macas)   | 2  | 1  | 0  | 1  | 4  | 3  | 1  | 3   |
|                                                 | 3. | Municipal Sucúa  | 3  | 0  | 0  | 3  | 3  | 9  | -6 | 0   |

### Evolución de la clasificación
| Equipo / Jornada                                                 | 07 | 08 | 09 | 10 | 11 | 12 |
| ---------------------------------------------------------------- | -- | -- | -- | -- | -- | -- |
| [[Archivo:\|20x20px\|border\|Bandera de Macas]] Deportivo Morona | 1  | 1  | 1  | 1  | 1  | 1  |
| [[Archivo:\|20x20px\|border\|Bandera de Macas]] L.D.J. (Macas)   | 2  | 2  | 2  | 2  | 2  | 2  |
| Municipal Sucúa                                                  | 3  | 3  | 3  | 3  | 3  | 3  |

### Resultados
| Municipal Sucúa | 1 - 3            | L.D.J. (Macas)   | Tito Marcelo Navarrete | 8 de junio       | 14:00            |
| Libre:          | Deportivo Morona | Deportivo Morona | Deportivo Morona       | Deportivo Morona | Deportivo Morona |

| L.D.J. (Macas) | 1 - 2           | Deportivo Morona | Tito Marcelo Navarrete | 16 de junio     | 16:15           |
| Libre:         | Municipal Sucúa | Municipal Sucúa  | Municipal Sucúa        | Municipal Sucúa | Municipal Sucúa |

| Deportivo Morona | 2 - 1          | Municipal Sucúa | Tito Marcelo Navarrete | 23 de junio    | 15:15          |
| Libre:           | L.D.J. (Macas) | L.D.J. (Macas)  | L.D.J. (Macas)         | L.D.J. (Macas) | L.D.J. (Macas) |

| Municipal Sucúa | 1 - 4          | Deportivo Morona | Eddy Coello    | 29 de junio    | 13:30          |
| Libre:          | L.D.J. (Macas) | L.D.J. (Macas)   | L.D.J. (Macas) | L.D.J. (Macas) | L.D.J. (Macas) |

| Deportivo Morona | -               | L.D.J. (Macas)  |                 | 6 de julio      | 14:30           |
| Libre:           | Municipal Sucúa | Municipal Sucúa | Municipal Sucúa | Municipal Sucúa | Municipal Sucúa |

| L.D.J. (Macas) | -                | Municipal Sucúa  |                  | 14 de julio      | 16:15            |
| Libre:         | Deportivo Morona | Deportivo Morona | Deportivo Morona | Deportivo Morona | Deportivo Morona |

## Tabla acumulada
|                                                 |    | Equipo           | PJ | PG | PE | PP | GF | GC | DG  | PTS |
| ----------------------------------------------- | -- | ---------------- | -- | -- | -- | -- | -- | -- | --- | --- |
| [[Archivo:\|20x20px\|border\|Bandera de Macas]] | 1. | Deportivo Morona | 7  | 6  | 1  | 0  | 19 | 5  | +14 | 19  |
| [[Archivo:\|20x20px\|border\|Bandera de Macas]] | 2. | L.D.J. (Macas)   | 6  | 3  | 0  | 3  | 10 | 8  | +2  | 9   |
|                                                 | 3. | Municipal Sucúa  | 7  | 0  | 1  | 6  | 4  | 18 | -14 | 1   |

|  | Campeón anual clasifica a los zonales de Segunda Categoría 2019 y a la 1.ª fase de la Copa Ecuador 2020. |

### Campeón
| |
| |
| Club Social y Deportivo Morona 5° Título Clasifica a los zonales de la Segunda Categoría 2019 y la 1.ª fase de la Copa Ecuador 2020. |